# Ittersum (Adelsgeschlecht)

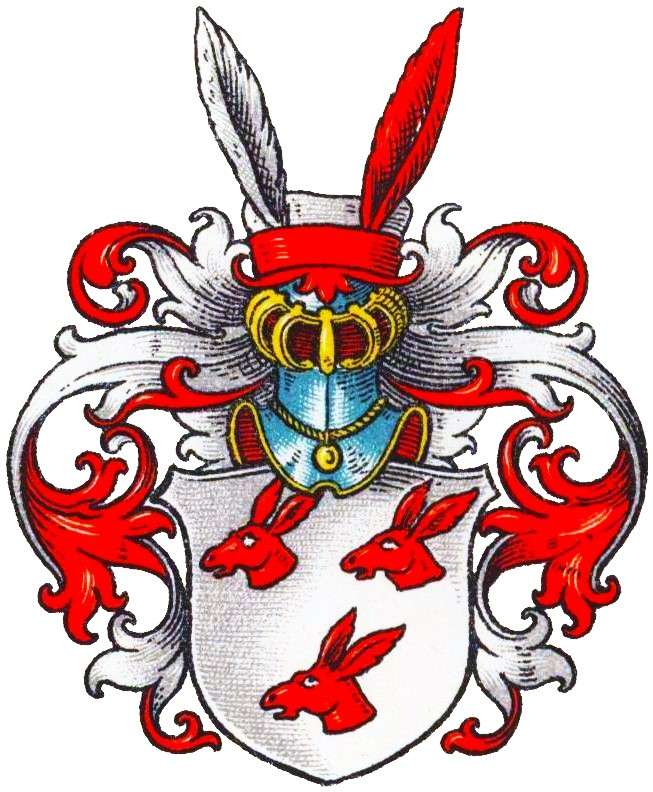
Wappen derer von Ittersum im Wappenbuch des Westfälischen Adels

Ittersum ist der Name eines aus den Niederlanden stammenden Uradelsgeschlechts, das auch in Westfalen ansässig war.

## Geschichte
Das Geschlecht stammt aus der niederländischen Provinz Overijssel, wo es Lottenberg und Nienhaus (beide 1650), Norderung (1700) sowie Boxbergen und Osterhof (beide 1733) besaß. In Westfalen saß die Familie in Tecklenburgischen zu Langenbrück in Westerkappeln (1657–1737), Meesenburg (1726–1737) und Obermühlenburg (1657) bei Bünde.
Der Stammbaum der Familie beginnt mit Roelof van Ittersum, der von 1364 bis 1418 urkundlich erwähnt wird. Seit Mitte des 16. Jahrhunderts werden die Ittersum unter der Ritterschaft von Overijssel geführt. Später saß die Familie in Utrecht und Zwolle. Im Jahr 1814 wurden zwei Mitglieder der Familie in den neuen Ritterstand von Overijssel aufgenommen, wodurch sie und ihre Nachkommen Teil des niederländischen Adels wurden, zunächst mit dem Prädikat jonkheer/jonkvrouw. In den Jahren 1819, 1825 und 1829 erhielten die Mitglieder der Familie den Adelstitel eines Barons. Heute besitzt die Familie das historische Landgut Rozendael und das Weingut Rozendael-Nienhaus in Heino. Die Familie besitzt eine Krypta auf dem Generalfriedhof Meppelerstraatweg in Zwolle. Mehrere Mitglieder der Familie sind in der Bethlehemskirche in Zwolle begraben.

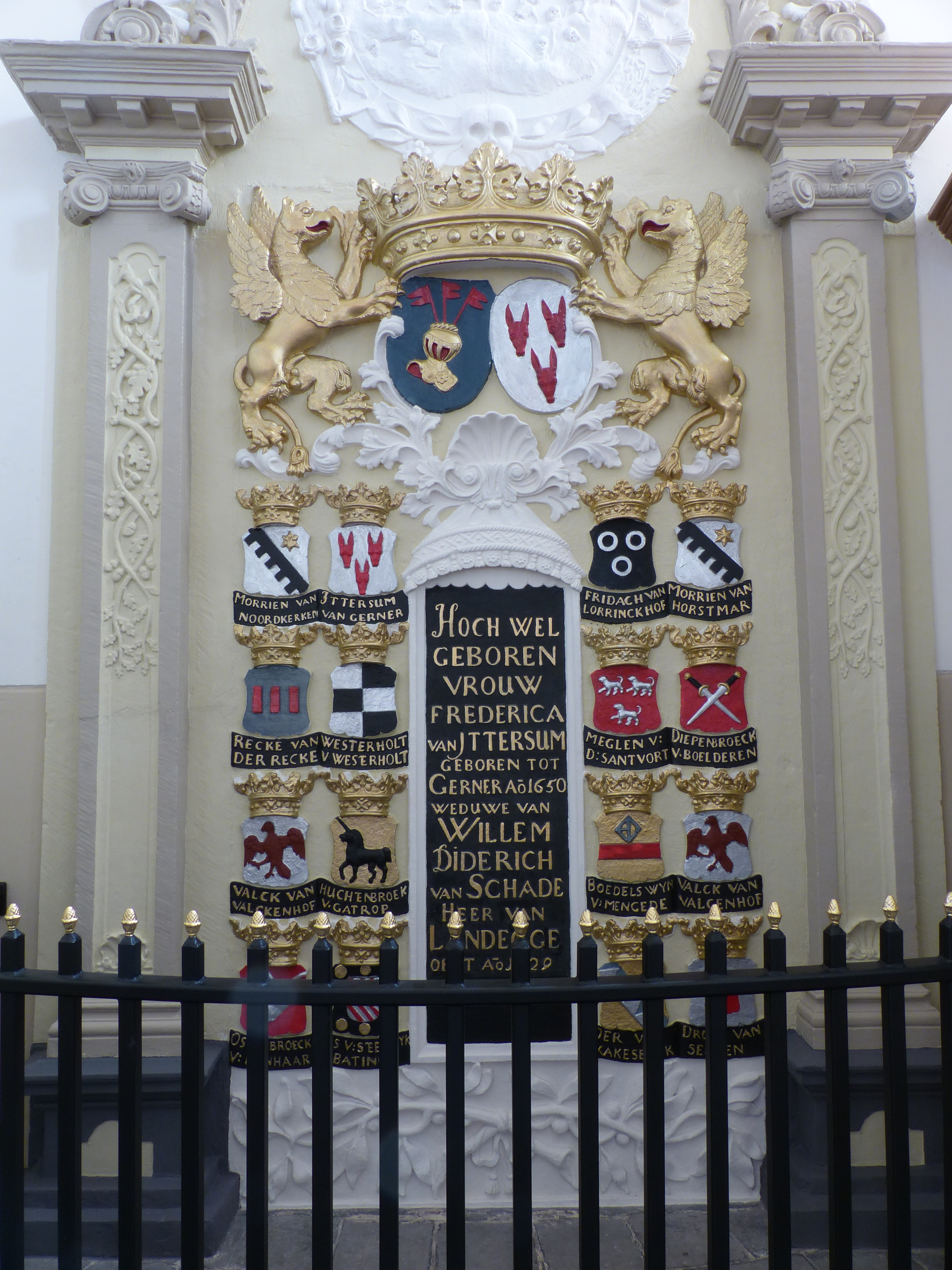
Grabmonument für Frederica van Ittersum in der Schildkerk in Rijssen

Ein anderer Zweig der Familie lebte in Rijssen, nachdem Ernst van Ittersum (1608–1661) durch eine Heirat im Jahr 1631 mit Bernhardina van Langen († 1637), Erbin von Osterhof und der Beverfeurde, Besitzer des Osterhofs und der Beverfeurde geworden war. Dieses Erbe blieb bis 1900 in der Familie. Dieser Zweig hatte eine Herrenbank und ein Grab in der Schildkerk in Rijssen. Noch heute befindet sich in der Schildkerk ein Grabdenkmal, auf dem das Wappen der Familie und verschiedene Ahnenwappen zu sehen sind. Oben befinden sich zwei große Wappen, u. a. das Wappen von Frederica van Ittersum van Gerner († 1730), der Letzten dieses Zweiges, der mit Robert van Ittersum zu Nienhaus (1592–1636), dem Bruder des Vorfahren des noch blühenden Zweiges von Ernst van Ittersum zu Osterhof (1608–1681), begann.
Schon im 17. Jahrhundert standen einige dieses Geschlechts in kurbrandenburgischen Diensten.

## Persönlichkeiten
- Henrich von Ittersum († 1660), Ritter des Deutschen Ordens
- Jan Willem Cornelis Baron van Ittersum (1803–1880), Bürgermeister von Groningen
- Anthony Pieter Hendrik Baron van Ittersum (1808–1874), Bürgermeister von Voorst
- Willem Baron van Ittersum (1838–1915), Bürgermeister von Hardenberg
- Jacobus Gerardus Elisa Baron van Ittersum (1847–1886), Bürgermeister
- Gerard Eliza van Ittersum (1905–1988), 1962–1967 akkreditierter niederländischer Botschafter in Deutschland
- Boudewijn Franciscus Baron van Ittersum (* 1939), 1981–1997 Vorsitzender der Amsterdamer Börse/Vereinigung für Wertpapierhandel

## Wappen

Wappen der niederländischen „Van Ittersum“

Blasonierung des Wappens im Wappenbuch des Westfälischen Adels: Im Silber drei (2:1) rote rechtsschauende Eselsköpfe. Auf dem Helm mit rot-silbernen Helmdecken ein silberner, rotaufgeschlagener Turnierhut mit einem silbernen (rechts) und einem roten Eselsohr besteckt.
Das niederländische Wappen stellt sich leicht anders dar. Die Eselsköpfe sind frontschauend, der Turnierhut rot mit weißer Krempe und die Eselsohren beide rot.